# Graphe de Wiener-Araya
Le graphe de Wiener-Araya est, en théorie des graphes, un graphe possédant 42 sommets et 67 arêtes. Il est hypohamiltonien, c'est-à-dire qu'il n'a pas de cycle hamiltonien mais que la suppression de n'importe lequel de ses sommets suffit à le rendre hamiltonien. Il est également planaire.

## Histoire
Les graphes hypohamiltoniens furent étudiés pour la première fois par Sousselier en 1963 dans Problèmes plaisants et délectables. En 1967, Lindgren découvre une séquence infinie de graphes hypohamiltoniens. Il cite alors Gaudin, Herz et Rossi puis Busacker et Saaty en tant qu'autres précurseurs sur le sujet.
Dès le départ, le plus petit graphe hypohamiltonien est connu : le graphe de Petersen. Cependant la recherche du plus petit graphe hypohamiltonien planaire reste ouverte. La question de l'existence d'un tel graphe est introduite par Václav Chvátal en 1973. La réponse est apportée en 1976 par Carsten Thomassen, qui exhibe un exemple à 105 sommets, le 105-graphe de Thomassen.
En 1979, Hatzel améliore ce résultat en introduisant un graphe hypohamiltonien planaire à 57 sommets : le graphe de Hatzel. Ce graphe est battu en 2007 par le 48-graphe de Zamfirescu.
En 2009, c'est le graphe découvert par Gábor Wiener et Makoto Araya qui devient avec ses 42 sommets le plus petit graphe hypohamiltonien planaire connu. Dans leur article, Wiener et Araya émettent l'hypothèse de la minimalité de leur graphe et plaisantent sur son ordre, égal à 42, et coïncidant avec la réponse à La Grande Question sur la vie, l'univers et le reste présente dans l'œuvre de l'humoriste Douglas Adams, Le Guide du voyageur galactique.